# イルキン・アイドゥン
イルキン・アイドゥン（Ilkin Aydın、2000年1月5日 - ）は、トルコの女子バレーボール選手。トルコ代表。

## 来歴

### クラブチーム
アンカラ出身。2015年、İlbankへ入団。2016/17シーズンはTVF Spor Lisesiでプレーした。2017/18シーズンからはガラタサライへ移籍し、加入初年度のシーズンはリーグ戦4位、欧州チャンピオンズリーグ4位となった。2021/22シーズンのトルコリーグは5位で終えた。2023年末には同チームとさらに2年契約を更新した。

### 代表チーム
アンダーカテゴリーの代表として2017年、U-19世界選手権で4位となった。2018年、シニア代表に初選出された。2021年、再び代表へ選ばれると同年の欧州選手権で銅メダルを獲得した。2022年、世界選手権に出場した。2023年、ネーションズリーグでは金メダルを獲得した。同年9月の欧州選手権で金メダルを獲得した。

## 球歴
- オリンピック - 2024年
- 世界選手権 - 2022年
- ネーションズリーグ - 2021年、2022年、2023年
- 欧州選手権 - 2021年、2023年
- オリンピック予選 - 2023年

## 所属クラブ
- İlbank（2015-2016年）
- TVF Spor Lisesi（2016-2017年）
- ガラタサライ（2017-）